# Gnetum pendulum
Gnetum pendulum — вид голонасінних рослин класу гнетоподібних.

## Поширення, екологія
Країни проживання: Бангладеш; Китай (Гуансі, Гуйчжоу, Тибет, Юньнань); Індія (штат Аруначал-Прадеш). Росте на лісових схилах гір і в долинах між 200 і 2100 метрів.

## Загрози та охорона
Перебуває під загрозою втрати середовища існування через лісозаготівлі, вирубки лісів під плантації і підсічно-вогневе землеробство. Росте на кількох охоронних територіях.